# Federación austriaca de esgrima
La Federación austriaca de esgrima (en alemán Österreichischer Fechtverband - ÖFV) es el organismo nacional de esgrima en Austria. Es filial de la Federación Internacional de Esgrima. 

## Historia
Creada en 1929, la sede de la federación está en Viena y en 2010 contaba con 1.430 miembros.

## Presidentes
- 1945-1946: Friedrich Golling
- 1947-1949: Franz Chrudimak
- 1949-1952: Karl Hanisch
- 1952-1971: Hermann Resch
- 1971-1987: Peter Ulrich-Pur
- 1987-1989: Peter Berger
- 1989-1994: Rainer Mauritz
- 1994-2000: Klaus Vorreither
- 2000-2002: Roland Kayser
- 2002-2008: Josef Poscharnig
- Desde 2008: Markus Mareich